# Lemniszkáta

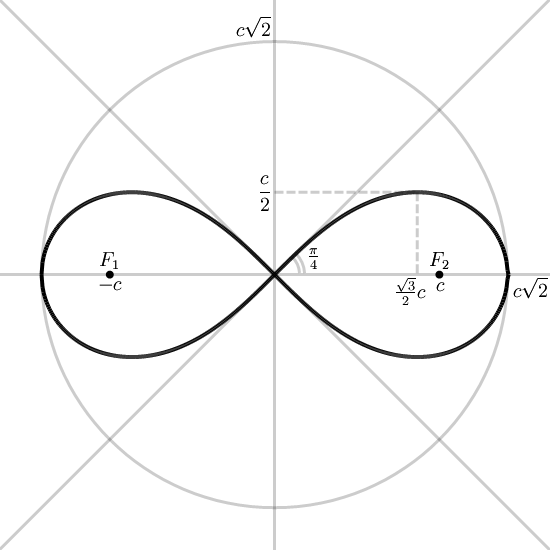
A lemniszkáta.

Lemniszkáta szerkesztése. Az ábrán látható háromtagú csuklós mechanizmus középső rúdjának felezőpontja a mechanizmus mozgatása során lemniszkátát ír le.

A lemniszkáta egy speciális Cassini-görbe. A Cassini-görbék a sík olyan pontjainak mértani helyei, melyekre igaz, hogy két adott ponttól való távolságának szorzata állandó. Azt a Cassini-görbét nevezzük lemniszkátának, amelyiken rajta van a két adott pontot összekötő szakasz felezőpontja. A lemniszkáta egy 8 (vagy {\displaystyle \infty }) alakú, negyedrendű síkgörbe.

## Egyenletei
Az ábra jelöléseivel derékszögű koordináta-rendszerben:
{\displaystyle {\left(x^{2}+y^{2}\right)}^{2}-2c^{2}\left(x^{2}-y^{2}\right)=0}
Polárkoordinátákkal:
{\displaystyle \rho =c{\sqrt {2\cos {2\varphi }}}}
ahol
{\displaystyle \varphi \in \langle -{\frac {\pi }{4}},{\frac {\pi }{4}}\rangle \cup \langle {\frac {3\pi }{4}},{\frac {5\pi }{4}}\rangle }.
Paraméteres egyenletrendszere:
{\displaystyle x=ct{\sqrt {2}}{\frac {1+t^{2}}{1+t^{4}}}}
{\displaystyle y=ct{\sqrt {2}}{\frac {1-t^{2}}{1+t^{4}}}}
ahol {\displaystyle t\in \mathbb {R} }.

## Tulajdonságai
A görbe polárkoordinátákkal megadott egyenleteihez tartozó görbületi sugár:
{\displaystyle R={\frac {2c^{2}}{3\rho }}={\frac {c{\sqrt {1+t^{4}}}}{3|t|}}}
feltéve, hogy {\displaystyle \rho \neq 0}, illetve {\displaystyle t\neq 0}.
A lemniszkáta egyes hurkainak területe:
{\displaystyle T=c^{2}\,},
Kerülete:
{\displaystyle k\approx 2c\cdot 1,8541\,}.
Ha az 
{\displaystyle x^{2}-y^{2}=c^{2}\,}
hiperbolát az 
{\displaystyle x^{2}+y^{2}=c^{2}\,}
körön tükrözzük, lemniszkátát kapunk.